# 吉普斯夸省
吉普斯夸（巴斯克語發音：[ɡipus̻ko.a]，西班牙語發音：[ɡiˈpuθkoa] ⓘ）為西班牙北部的一個省份，位於巴斯克自治區的東北部。它的周圍有比斯開省、阿拉瓦省、納瓦拉自治區、法國的大西洋比利牛斯省、以及坎塔布里亚海（比斯開灣）。首府為聖塞瓦斯蒂安。
吉普斯夸省土地面積為 1,980 km²，為西班牙最小的省份。2002年人口有682,977。2017年人口有719,282。

## 经济
吉普斯夸省经济以林、牧业为主。出产玉米、土豆和苹果。还有冶金、造纸和纺织等工业。

## 政治
|      |                                                   |          |  |  |
| 政党 | 政党                                              | 代表人数 |  |  |
|      | 巴斯克民族主义党 (EAJ-PNV)                        | 18       |  |  |
|      | 巴斯克地区联合 (EH Bildu)                         | 17       |  |  |
|      | 巴斯克自治区社会党-巴斯克自治区左派 (PSE-EE/PSOE) | 9        |  |  |
|      | 我們能                                            | 6        |  |  |
|      | 巴斯克地区人民党 (PP)                             | 1        |  |  |

## 人口
吉普斯夸省是中世纪时期卡斯蒂利亞王權人口众多的地区之一。在中世纪后期，吉普斯夸居民移居到附近土地。因此，现在的巴利亞多利德省、布尔戈斯省、托萊多省、帕伦西亚省等许多人都是吉普斯夸的祖先，尽管他们没有巴斯克民族的姓氏。
| 人口     | 156,493 | 195,850 | 226,684 | 258,557 | 302,329 | 331,753 | 374,040 | 478,337 |
| 全国占比 | 1.01 %  | 1.05 %  | 1.13 %  | 1.21 %  | 1.28 %  | 1.28 %  | 1.33 %  | 1.56 %  |
|          | 1970年  | 1981年  | 1991年  | 1996年  | 2001年  | 2006年  | 2011年  | 2016年  |
| 人口     | 631,003 | 692,782 | 676,307 | 676,208 | 680,069 | 691,895 | 709,607 | 717,832 |
| 全国占比 | 1.86%   | 1.84%   | 1.72%   | 1.70%   | 1.65%   | 1.55%   |         |         |

## 著名人物
- 胡安·塞巴斯蒂安·埃尔卡诺（1475年－1526年）：航海家，麦哲伦环游世界五艘船队中的其中一艘船船长。[5]
- 依納爵·羅耀拉：耶稣会创立者
- 米格尔·洛佩斯·德莱加斯皮（1502年－1572年）：航海家，第一任菲律宾都督府总督[6]
- 卡塔莉娜·德·埃劳索：“修女中尉”[7]
- 皮奥·巴罗哈：98世代代表作家[8]
- 沙比·阿朗素：足球运动员，出生于托洛萨[9]
- 米基爾·阿迪達：足球運動員，出生於聖塞瓦斯蒂安
- 阿希爾·伊利亞拉門迪：足球运动员，出生于穆特里庫[10]
- 何塞·玛利亚·奥拉萨巴尔：高尔夫运动员
- 费尔南多·萨瓦特尔：哲学家，不可知论者[11]
- 埃杜尔纳·帕萨班（出生于1973年8月1日）：女性登山家[12]

## 图集

吉普斯夸省在西班牙的位置以紅色標示
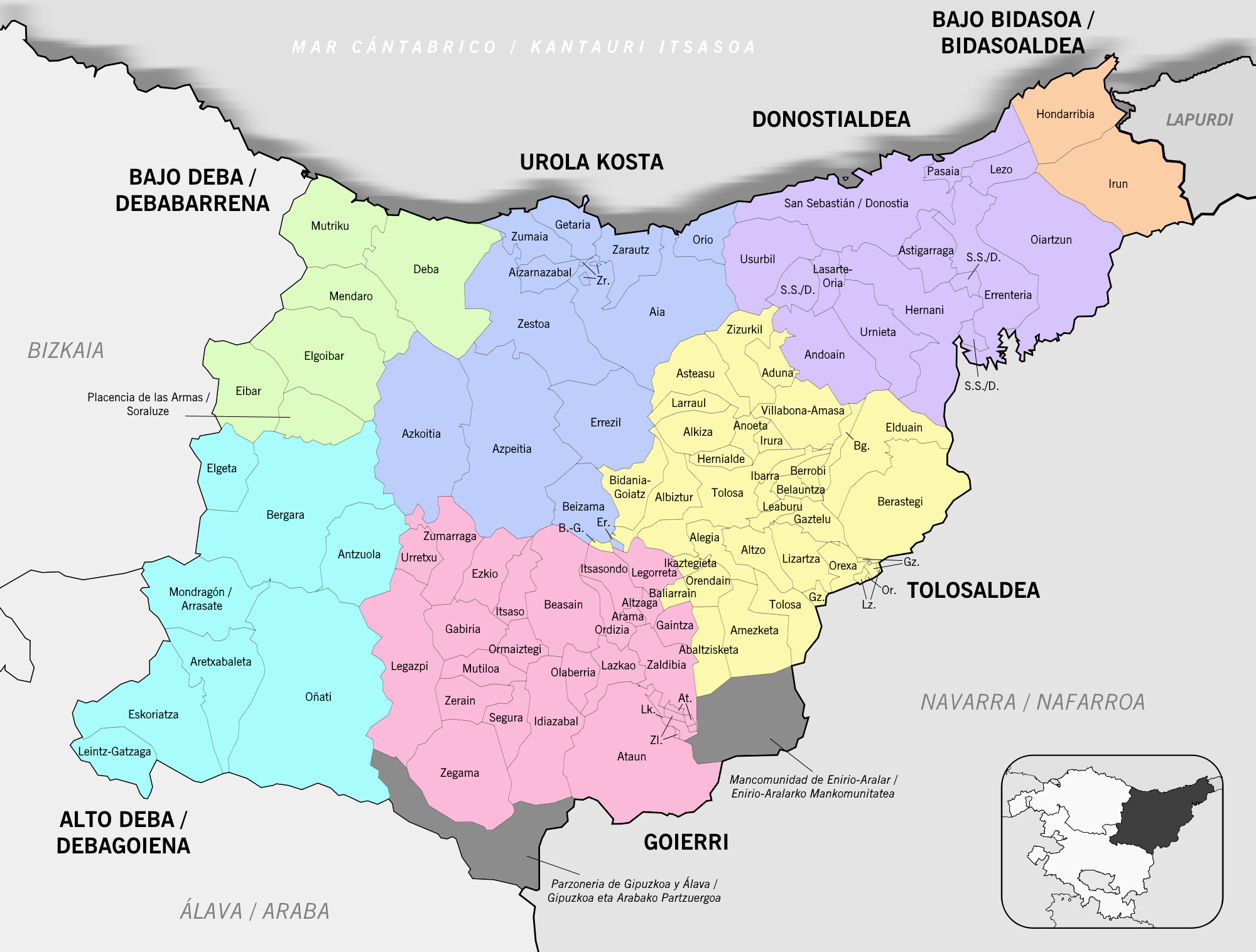
行政区划
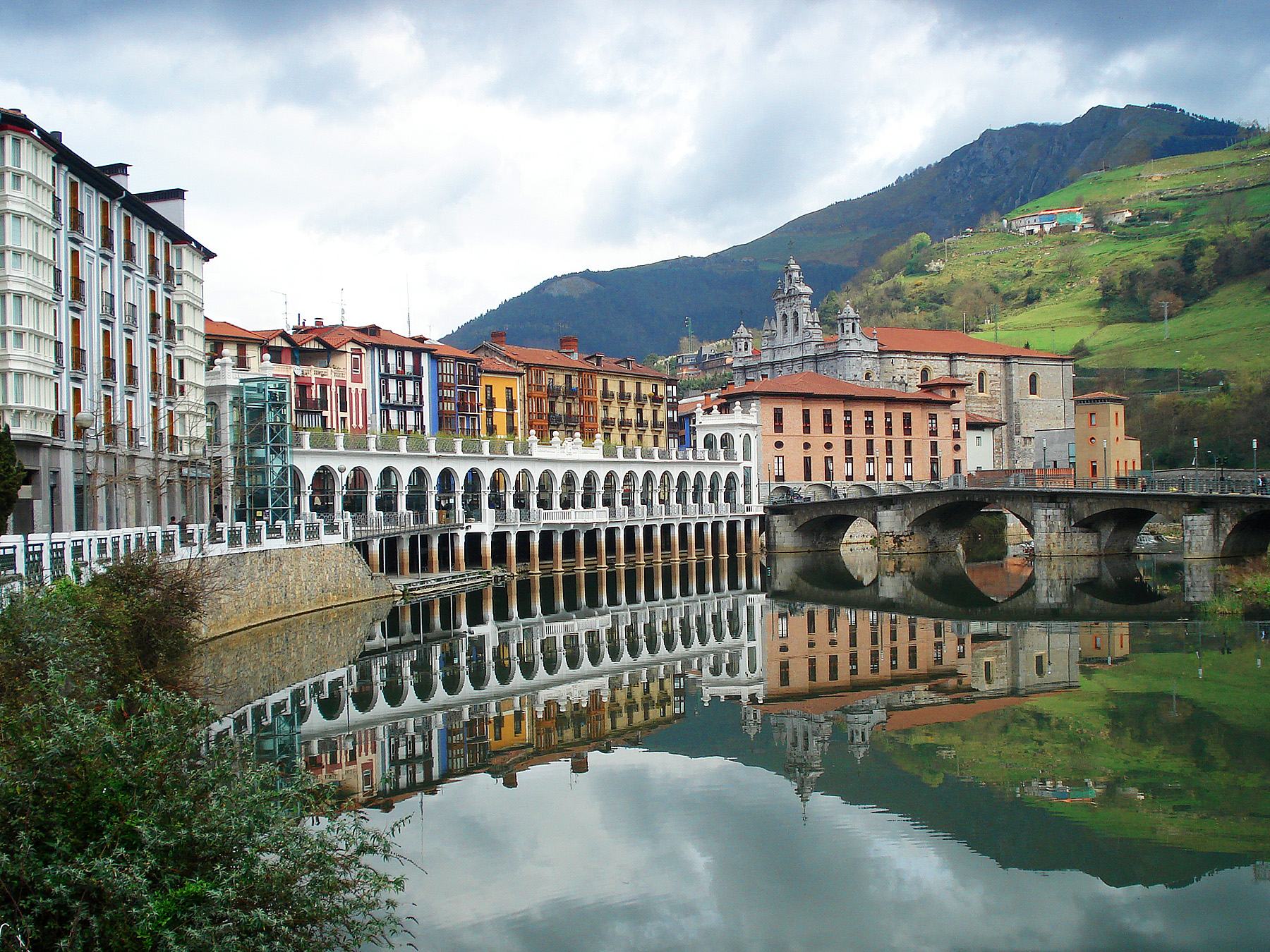
托洛萨
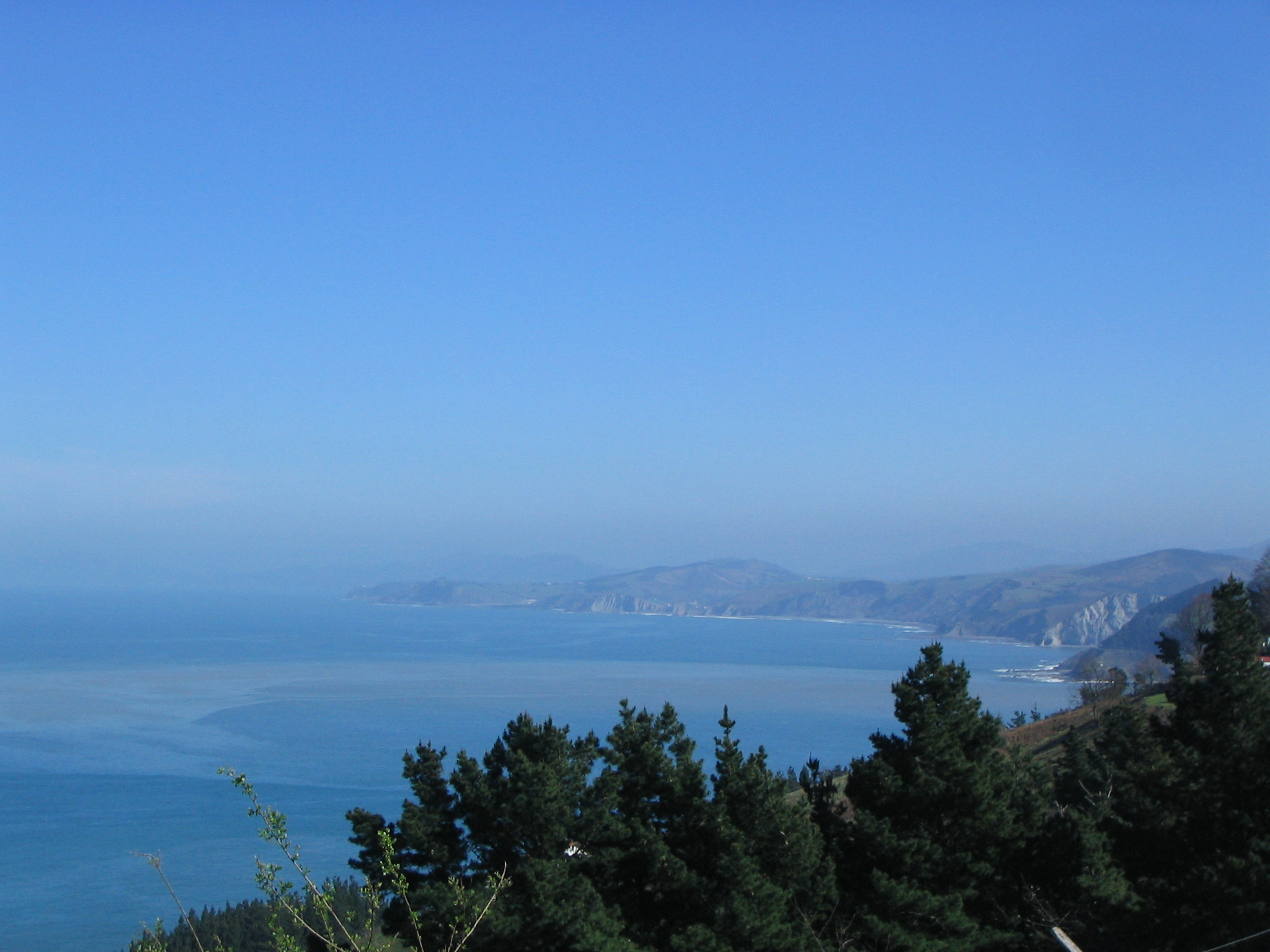
海岸线
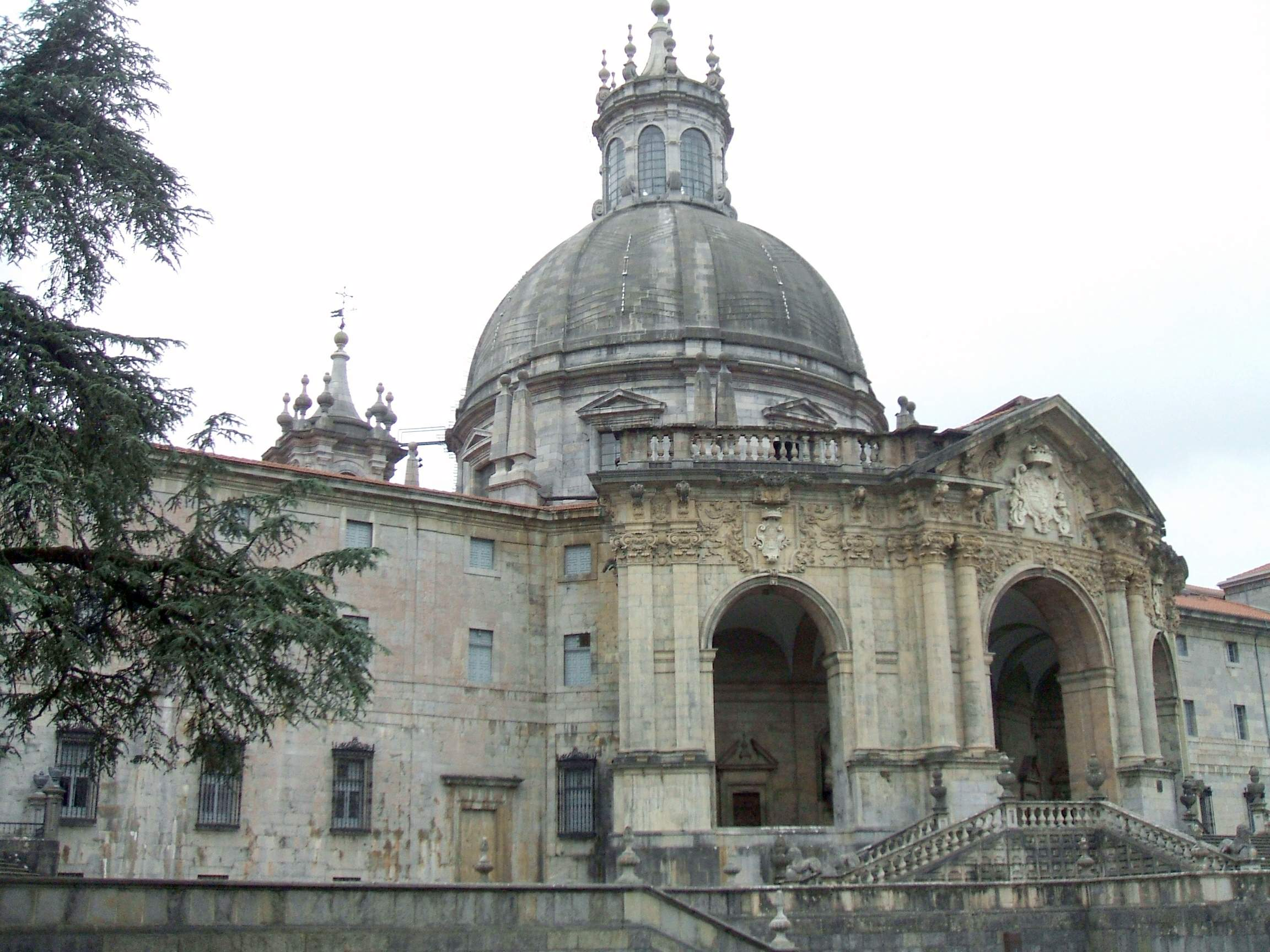
阿斯佩蒂亚
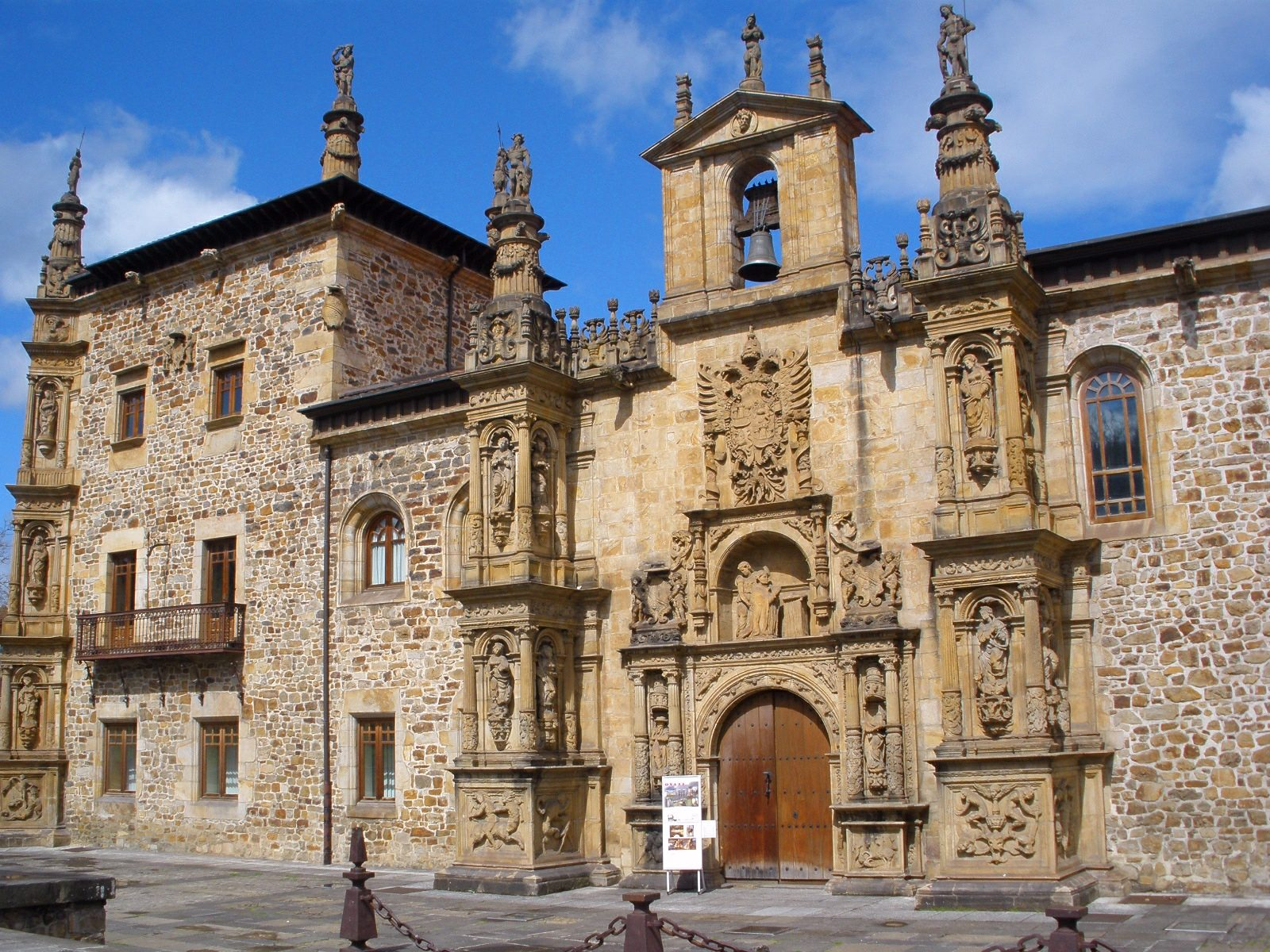
奥尼亚特大学